# Nobreza de Portugal

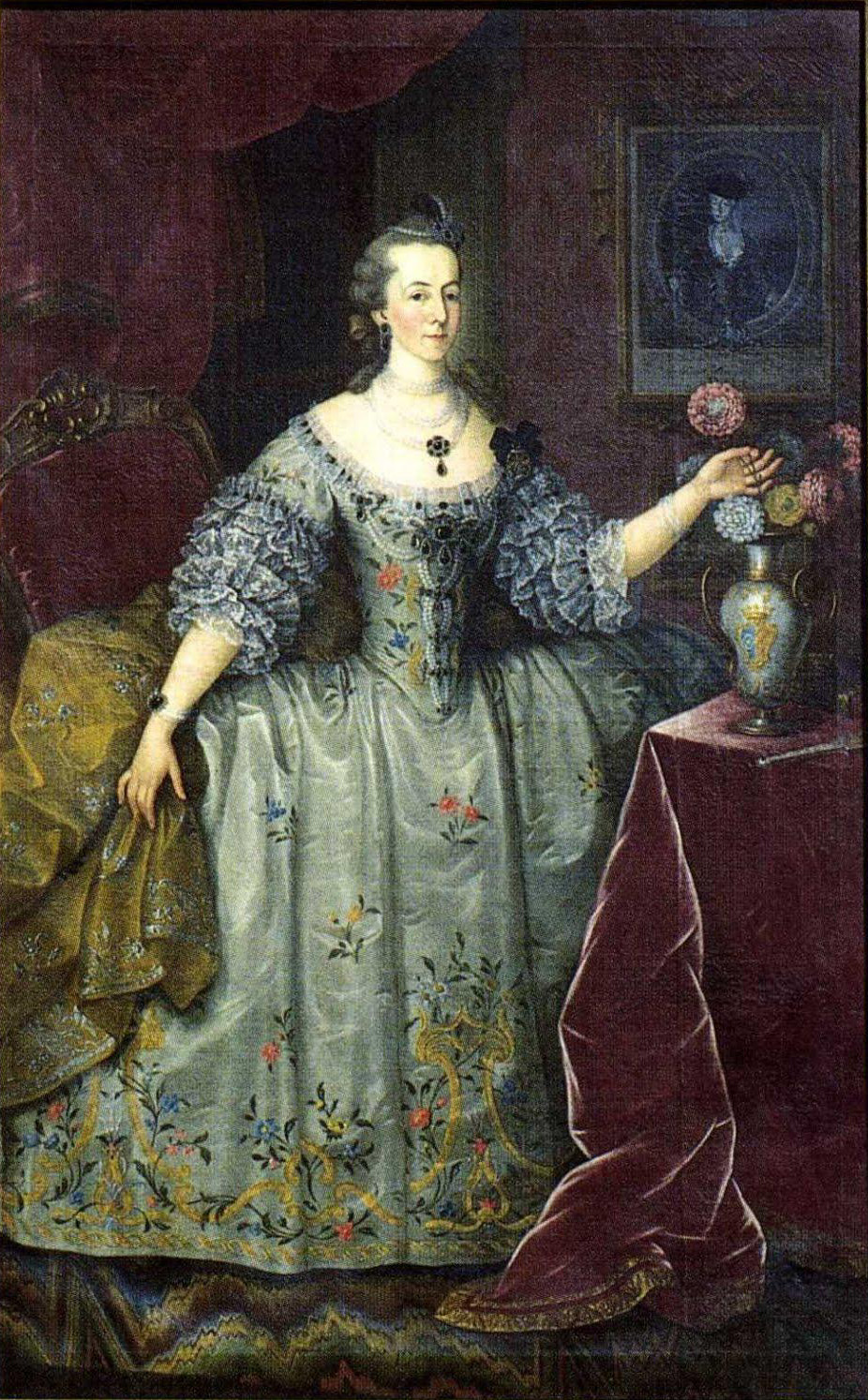
A Marquesa de Pombal, consorte do Marquês de Pombal, era por nascimento Condessa de Daun, por ser filha do Conde de Daun, um titular de uma família nobre austríaca. Já a primeira mulher de Sebastião José de Carvalho e Melo, que morreria em 1739, era sobrinha do Conde dos Arcos.

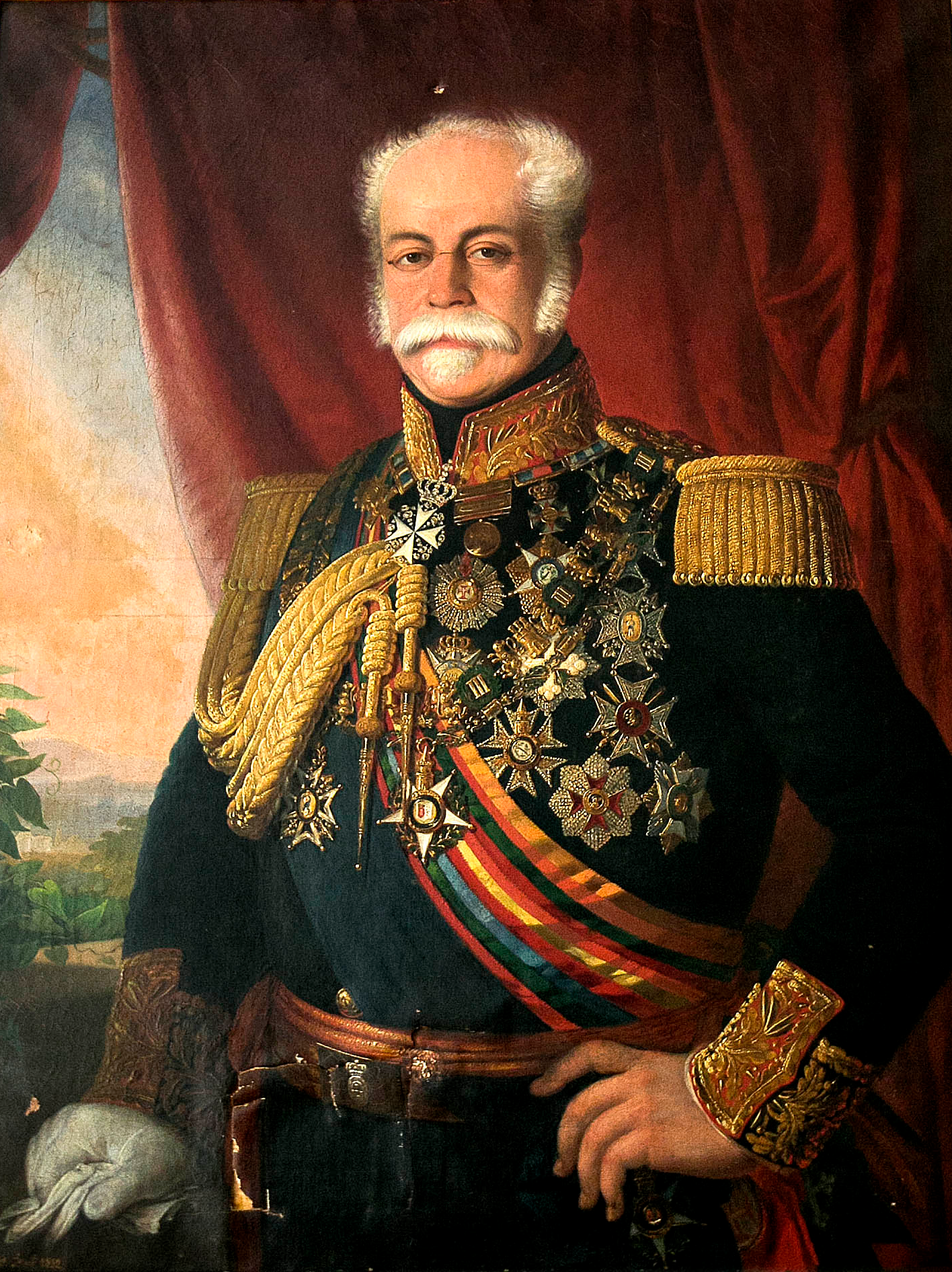
O Duque de Saldanha, um exemplo de um poderoso nobre Pós-Constituição e, também, nobre em seu próprio direito, isto é, que provinha de uma família nobre, sendo, no caso dele, da alta nobreza portuguesa.

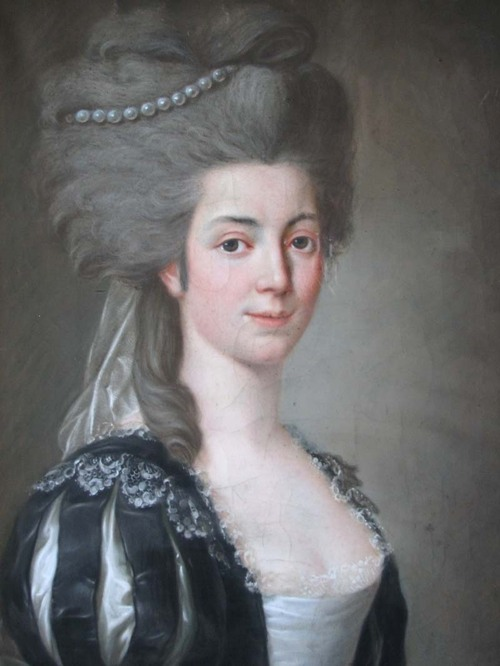
A Marquesa de Alorna, uma mulher nobre em seu próprio direito, isto é, que provinha de uma família nobre, sendo, no caso dela, da alta nobreza portuguesa.

A nobreza portuguesa era um grupo privilegiado do Reino de Portugal (1143–1910) até 5 de outubro de 1910, quando foi implantada a república em Portugal, em decorrência de um golpe de estado organizado pelo Partido Republicano Português, conhecido como a Revolução de 5 de Outubro de 1910.

## História da nobreza
A primeira nobreza portuguesa havia-se formado a partir do reinado de D. Afonso VI (1072–1109), rei de Leão, com homens descendentes de fidalgos leoneses estabelecidos no norte de Portugal, em especial entre os rios Douro e Minho. Esta era a região dos solares e dos homens mais poderosos do reino. Eles uniam fidalguia de nascimento à autoridade e ao prestígio de cargos públicos, tendo o título de rico-homem.
Eram seguidos na hierarquia, em ordem decrescente, pelos "infanções", "cavaleiros" e "escudeiros". Denominação de origem espanhola: "filho de alguém", aplicando-se aos funcionários superiores e originando a palavra "fidalgo", que, no século XIV, generalizou-se e passou a nomear todos os nobres de linhagem, designando assim a mais alta categoria da nobreza, sem dependência de cargo.
No tempo de D. Manuel I (1495-1521), por exemplo, quando foram designados os capitães da armada de Pedro Álvares Cabral que chegaram ao Brasil em 22 de Abril de 1500, a nobreza portuguesa já registrava essa ordem que datava do século XII. Os nobres integrantes da esquadra de Cabral obedeciam a essa característica, uma vez que a maioria descendia de famílias oriundas de Leão e Castela, radicadas em Portugal, já com numerosas gerações de serviço. As poucas exceções — como Bartolomeu Dias, que recebeu grau e armas transmitidos à sua descendência — demonstram a importância atribuída ao feitos nesse período dos descobrimentos.
A nobreza tomou caráter palaciano e, para receber novos graus, o agraciado precisava comprovar gerações de serviços prestados ao rei.
Foi também no reinado de D. Manuel I que foram estabelecidas regras que definiriam o uso dos graus de nobreza, bem como o uso das armas heráldicas, evitando abusos na adoção de ambos e estabelecendo os direitos da nobreza. Os nobres ficaram sujeitos ao rei e foram organizados em duas ordens, cada uma com três graus:
- "ricos -homens" (primeira ordem), que começavam como "moço fidalgo", passavam a "fidalgo-escudeiro" e chegavam a "fidalgo-cavaleiro";
- segunda ordem, em que estavam os "escudeiros-fidalgo" e "cavaleiros-fidalgo";

Apesar dos séculos XV e XVI terem sido ricos em atos de bravura e feitos heroicos, os feitos ligados aos descobrimentos não representaram acréscimo aos símbolos, atributos e novas armas no brasonário português. Poucas foram concedidas, e nem todas as mercês heráldicas foram registradas. O mesmo não ocorreu com os envolvidos nos combates, sobretudo por ocasião da ocupação do norte da África, encontrando-se maior número de brasões com atributos próprios, como a "cabeça de mouro".
A heráldica dos Descobrimentos fica restrita aos símbolos herdados de família, ligadas às localidades de origem, como a de Nuno Leitão da Cunha, com nove cunhas simbolizando o senhorio de Cunha-a-Velha, ou aos "falantes", como as cabras, dos Cabral, sem sugerir ou representar os desafios encontrados no mar e sua conquista. O brasão de Nicolau Coelho, que tem o contra-chefe ondado em prata e azul podendo simbolizar o mar conquistado, constitui a única exceção. O brasonário da armada comandada por Pedro Álvares Cabral é um retrato de sua época, com fidalgos, cavaleiros e escudeiros que nos brasões deixaram a marca familiar.
Todos os nobres eram considerados vassalos do rei.

## Privilégios
As prerrogativas da nobreza geravam múltiplos litígios, sendo de salientar os abusos relativos às fugas ao fisco e às usurpações de territórios, em que, indevidamente, se proibia a entrada dos fiscais régios, como se, na verdade, se tratasse de «coutos», com imunidade. Evidentemente, isso prejudicava o património da coroa.
Abaixo estão alguns dos privilégios que nobres portugueses detinham, todos mencionados no livro Privilégios da nobreza e fidalguia em Portugal e publicado em 1806.

### A mulher

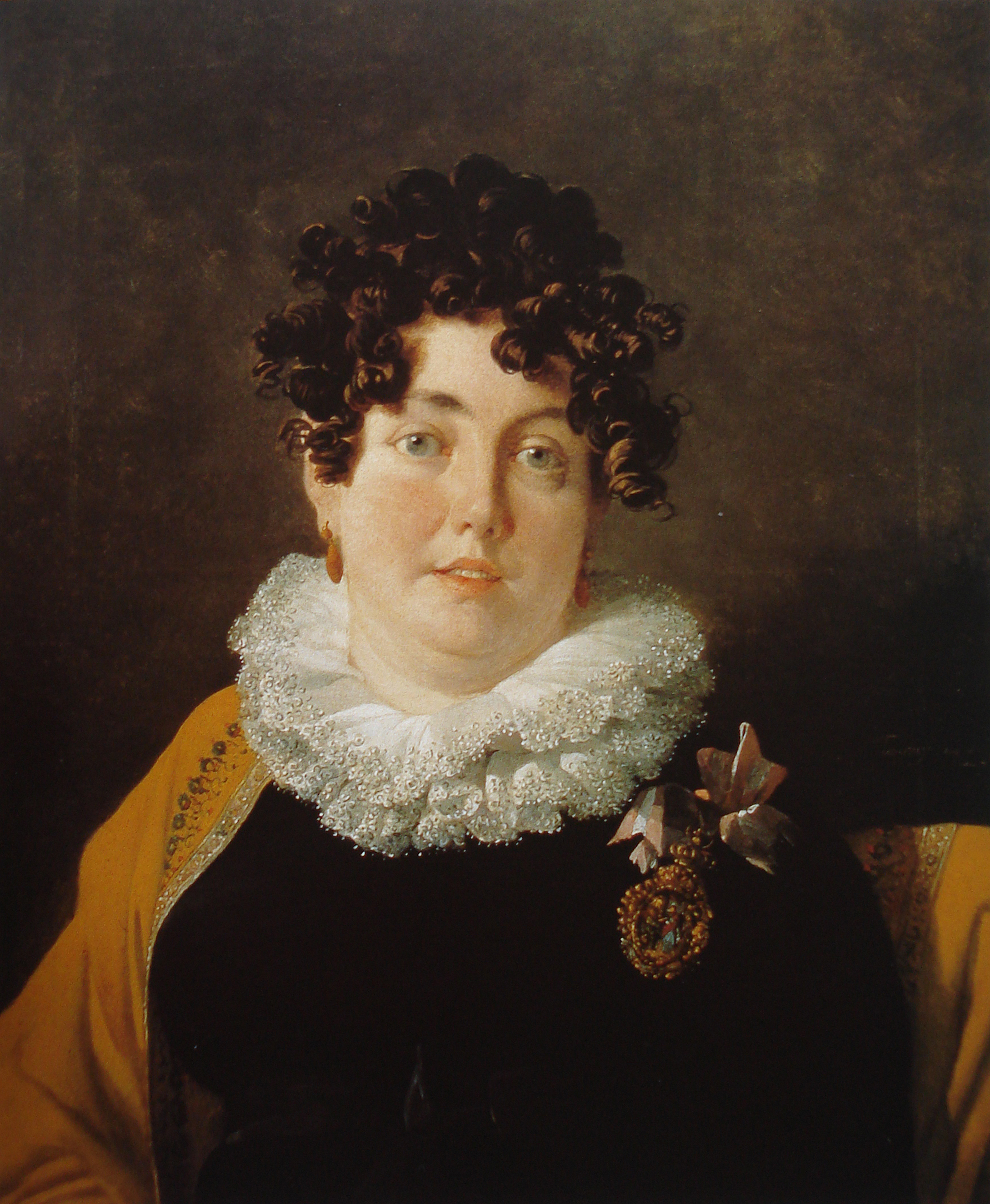
A Marquesa de Belas, um exemplo de uma mulher nobre em seu próprio direito, isto é, que provinha de uma família nobre. Pintado por Nicolas-Antoine Taunay.

A mulher participava da nobreza de seu marido, fazendo-se coigual em qualidade a este. Se ele é duque, marquês, conde, visconde, barão ou fidalgo, ela também usa e goza dos mesmos títulos e dignidades.
Se a lei manda dar ao marido o honroso tratamento de "dom", "excelência" ou "senhor", o mesmo é devido à mulher, ainda depois de viúva, enquanto viver honestamente e não passar a segundo matrimônio.
Há que se ressaltar, todavia, que não sendo o cônjuge um nobre por titulação e sim por ter contraído matrimônio, fica sendo barão (ou visconde, duque, etc.) consorte. Também, se a mulher é quem for o nobre titulado, pode não ser capaz de transmitir a seus descendentes alguns títulos e privilégios, seja por preterência numa linha sucessória, seja porque alguns títulos, como o de dom, possuem tal impedimento.

### Cargos
A lei fazia que pessoas que viviam à lei da nobreza servissem privativamente alguns cargos de consideração, com uma quase total exclusão dos plebeus. Com muitas excepções documentadas, tais cargos no Reino de Portugal eram por exemplo:
- as superintendências da criação dos cavalos;
- os postos de capitães-mores, sargentos-mores e capitães das Companhias de Ordenanças;
- os ofícios de juízes, e procuradores das cidades, vilas e concelhos;
- os cargos de almoxarife em cidades, vilas, concelhos ou de outra divisão administrativa.
- os cargos de almotacés das terras onde há juízes de fora;
- os lugares da magistratura, as montarias-mores, as alcaidarias-mores e outros mais;

Nenhum destes cargos, contudo, conferia nobreza hereditária. Note-se que a partir da Carta Constitucional de 1826, a nobreza civil foi abolida e só a nobreza hereditária manteve um estatuto constitucional próprio. As leis republicanas e depois a Constituição de 1911 extinguiram a nobreza como categoria jurídica com um estatuto jurídico próprio.

### Isenções
O nobre português estava isento de todos os encargos pessoais que fossem incompatíveis com a Dignidade da Nobreza, não devendo ser constrangido a arrecadar a portagem nem qualquer outro tributo do Rei, nem guardar presos ou levá-los à cadeia.

### Outros
- Só os nobres podiam caçar no termo de Lisboa;
- Quando testemunhas, não precisavam ter o incómodo de descolocarem-se de suas casas a outro lugar para serem questionadas.

## Hierarquia da nobreza até ao liberalismo
São muitas as classificações de Nobreza na ordem jurídica portuguesa.
António Manuel Hespanha ensina que, nas Ordenações, ao contrário de fidalguia, a palavra "nobreza" quase não aparecia e esta constituía, antes de mais, um sinónimo de estatuto privilegiado.
Inicialmente, em Portugal não existiam títulos e a nobreza era composta essencialmente por ricos-homens, infanções e cavaleiros.
Depois, especialmente a partir da reforma de D. Sebastião, em 1572, além da atribuição dos títulos nobiliárquicos que vamos referir adiante, a distinção de ser-se nobre era transmissível hereditariamente, mediante mera comprovação da filiação junto do Mordomo-Mor e tinha as seguintes categorias e por ordem descendente:
- Fidalgo Cavaleiro — com a moradia ordinária de 1600 réis.
- Fidalgo Escudeiro — com a moradia ordinária de 1200 réis.
- Moços-Fidalgos da Casa Real — com a moradia ordinária de 1000 réis. Quando era concedido com Exercício no Paço era preferido pelos Fidalgos, pois dava acesso directo ao Paço. Note-se também que, a partir do século XVII, só os fidalgos com exercício venciam as suas moradias, sendo as demais meramente honoríficas, sem darem direito à percepção de qualquer rendimento.

Havia ainda na Nobreza,  desde a reforma de D. Sebastião, as seguintes categorias:
- Cavaleiro Fidalgo
- Escudeiro Fidalgo
- Moço da Câmara
- Escudeiro [a]
- Cavaleiro

## Títulos nobiliárquicos portugueses
A partir do século XIV-XV começam a formalizar-se, sob tutela régia, as diferentes categorias de nobreza:
A Nobreza Titulada Portuguesa tem os seguintes títulos e graus:
- Ducados Reais [2]
- Ducados [3]
- Marquesados
- Condados
- Viscondados
- Baronatos

Os títulos podem ser:
- De juro e herdade (perpétuos), sem dispensa na Lei Mental ou com uma ou duas dispensas de vidas na Lei Mental.
- Em vidas. Eram claramente os mais comuns. O título extingue-se com a morte do titular e regressa para a Coroa, que o podia dar ao sucessor, a um parente, a um terceiro sem qualquer ligação com anterior titular ou mesmo não o conceder de novo.

## Títulos Privativos da Casa Real Portuguesa

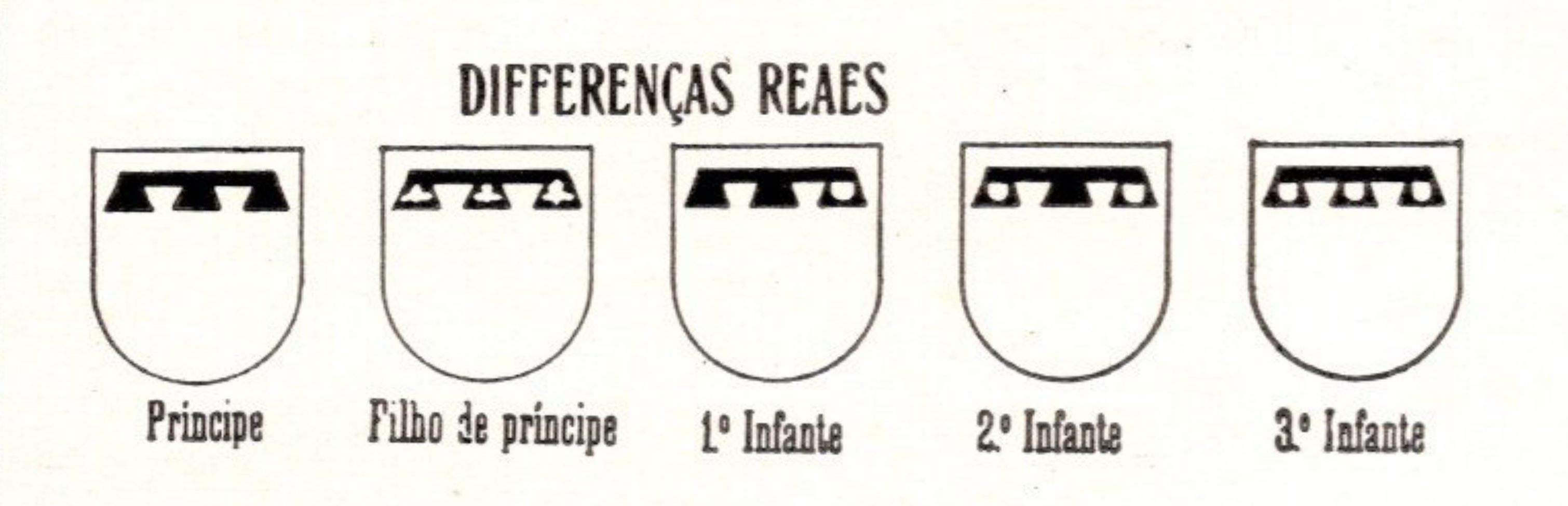
Sinalização para a hierarquia principesca de Portugal.

Além de manter os títulos reais, a casa reinante de Portugal criou, às vezes, outros títulos de nobreza, seja através de aquisição antes de ascender ao trono ou por subvenção para o monarca. A seguir, são títulos que foram criados em vários momentos pela Realeza Portuguesa:

### Soberano
- Senhor de Ceuta
- Senhor de Alcácer em África
- Senhor da Guiné

### Herdeiro da Coroa de Portugal
Estes são os títulos hereditários ou vitalícios do chefe ou representante da Casa Real Portuguesa:
- Príncipe Real
- Duque de Bragança
- Duque de Guimarães
- Marquês de Vila Viçosa
- Conde de Guimarães
- Conde de Arraiolos
- Conde de Ourém
- Conde de Neiva

### Herdeiro do Herdeiro da Coroa de Portugal
- Príncipe da Beira
- Duque de Barcelos
- Conde de Barcelos
- Conde de Faria

### Infantes Filhos do Soberano
- Duque do Porto [5]
- Duque de Beja [6]

### Membros da Família Real
- Duque de Viseu
- Duque de Coimbra
- Duque da Guarda

## Hierarquia da nobreza após o liberalismo
Após a guerra civil portuguesa, com a entrada da política liberal, com a entrada em vigor de um parlamento, houve necessidade de uma ligeira reforma. Assim a nobreza passou a formar quatro classes:
- Alta Nobreza, que eram os Grandes do Reino. Sendo estes: o Patriarca de Lisboa que tinha as honras de Infante, os duques, os marqueses, os arcebispos, os condes, os bispos, os viscondes com grandeza, e os Pares do Reino.
- Titulares: os viscondes sem grandeza e os barões.
- Fidalgos, que formavam seis classes: fidalgos do conselho e fidalgos cavaleiros, fidalgos escudeiros e cavaleiros fidalgos, moços fidalgos, cavaleiros fidalgos de moradia ordinária, escudeiros fidalgos e fidalgos de geração.
- Nobreza: os cavaleiros da ordens militares, lentes das universidades e de outros estabelecimentos de instrução superior, magistrados, oficiais militares, etc.[7]

## Heráldica
Nos brasões cabe o uso de diferentes coroas e elmos heráldicos, indicando assim a condição do nobre.

### Coroas

Visconde
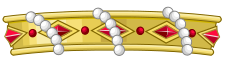
Barão
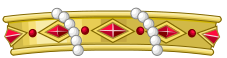
Senhor
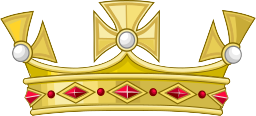
Rei de Armas

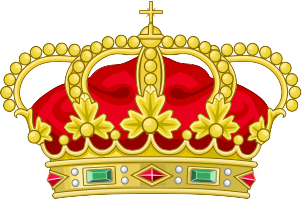
Rei de Portugal
Príncipe Real
Príncipe da Beira
Infante

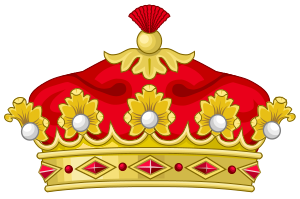
Grande do Reino
Duque
Marquês
Conde

- Visconde
- Barão
- Senhor
- Rei de Armas

### Elmos

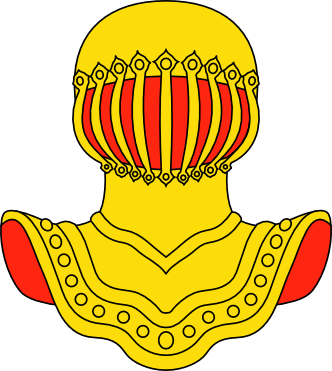
Realeza
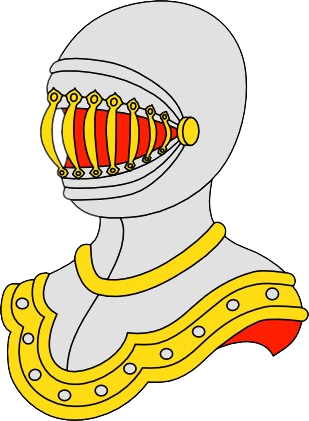
Grandeza
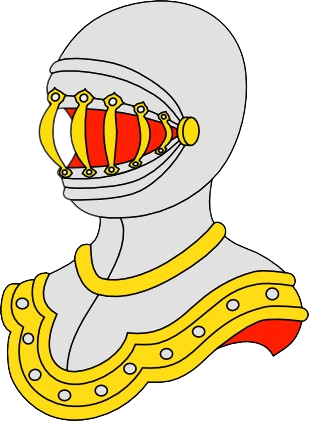
Titular
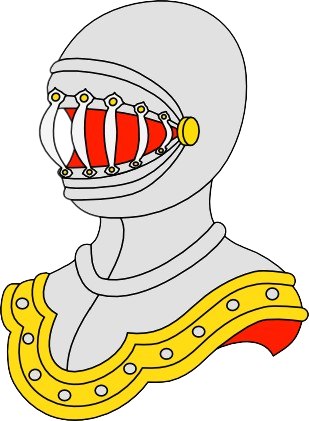
Senhor

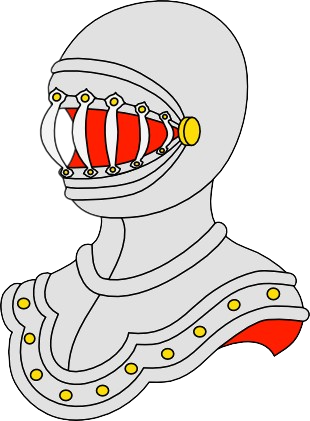
Fidalgo
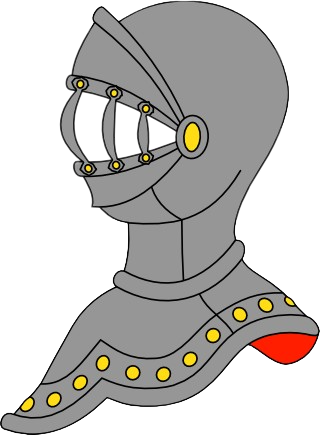
Cavaleiro
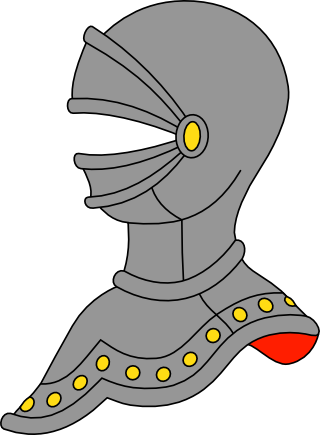
Escudeiro ou Nobre
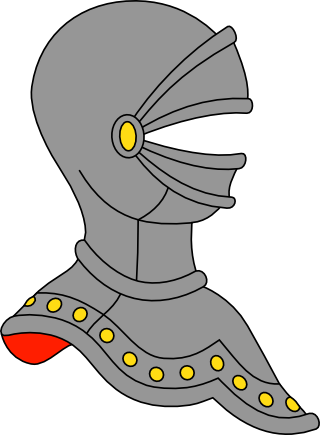
Bastardo

Aos Viscondes com Grandeza e aos Pares do Reino cabe o direito ao uso do coronel de Conde e do elmo de Grandeza.

## Situação dos titulares sob o regime republicano
Os títulos nobiliárquicos foram abolidos pela lei de 15 de Outubro de 1910 aprovada pelo Governo Provisório constituído após a Revolução de 5 de Outubro de 1910. Contudo esta foi uma medida efémera, pois pela Lei de 2 de Dezembro de 1910 o mesmo Governo Provisório restabeleceu os títulos de nobreza: "aqueles que provarem o seu direito ao uso de títulos nobiliárquicos podem continuar a usá-los; mas nos actos que tenham de produzir direitos ou obrigações, será necessário o emprego do nome civil para que esses actos tenham validade".
A Constituição de 1911 aprovada na I República não admite privilégios de nascimento nem foros de nobreza, declara extintos os títulos nobiliárquicos e as ordens honoríficas, e proíbe os cidadãos portugueses de aceitarem condecorações estrangeiras. Não foram assim concedidos quaisquer novos títulos nobiliárquicos nem ordens honoríficas. Foi, contudo, mantido o uso dos títulos nobiliárquicos segundo a lei de 2 de Dezembro de 1910, sendo os titulares tratados pelos seus títulos inclusive em documentos oficiais, como foi o caso do Visconde da Ribeira Brava, republicano que exerceu diversos cargos oficiais  na I República (como o de Governador-Civil), ou do Visconde de Faria, integrado na carreira diplomática. Todas as ordens honoríficas foram extintas, com excepção da Ordem Militar da Torre e Espada. Mais tarde as restantes ordens honoríficas foram restabelecidas, em 1917 a Ordem Militar de Avis e em 1918 a Ordem Militar de Cristo e a Ordem Militar de Sant'Iago da Espada.
Revogada a Constituição de 1911, durante a II República é aprovada a Constituição de 1933 que declara a igualdade dos cidadãos perante a lei e nega qualquer privilégio decorrente de nascimento, nobreza ou título nobiliárquico. Esta constituição não faz referência a extinção de títulos nobiliárquicos, apenas a negação de privilégios concedidos por estes, então entende-se, pelo princípio da repristinação (neste caso a lei revogada seria a Constituição anterior), que estes continuariam a existir, porém não dariam nenhum tipo de privilégio ao portador.
Revogada a Constituição de 1933 pela Revolução de 1974, durante a III República é aprovada a Constituição de 1976 que, não fazendo qualquer referência à extinção ou negação dos títulos nobiliárquicos ou dos foros de nobreza, estabelece o princípio da igualdade, no sentido de que todos os cidadãos têm a mesma dignidade social e são iguais perante a lei. Sucede que, tal como nas Repúblicas, o princípio da igualdade está genericamente previsto na maioria dos ordenamentos jurídicos das actuais Monarquias europeias (em geral a actual nobreza presente nas Monarquias europeias não tem mais privilégios que os cidadãos condecorados em repúblicas). Daqui se conclui, pelo princípio da repristinação, que não existe no actual ordenamento jurídico português qualquer previsão legal sobre a extinção, abolição ou negação dos títulos nobiliárquicos ou dos foros de nobreza. Apesar de em Portugal vigorar um regime republicano, os títulos nobiliárquicos são reconhecidos pela justiça portuguesa, sendo-lhes concedida protecção jurídica contra o seu uso abusivo.

## Ligações exteriores
- A nobreza, o rei e a fronteira no medievo peninsular, por Fátima Fernandes, En la España Medieval, vol. 28, Universididad Complutense de Madrid, 2005